# CFBDSIR 1458+10
CFBDSIR 1458+10 – układ podwójny składający się z dwóch brązowych karłów, oddalony o ok. 75 lat świetlnych od Ziemi, położony w gwiazdozbiorze Wolarza. Układ został odkryty przez teleskop Kecka i dokładnie zbadany przez grupę naukowców korzystających z Very Large Telescope należącego do Europejskiego Obserwatorium Południowego.
Karły są oddalone o 2,6 ± 0,3 j.a., ich okres orbitalny wynosi około 30 ziemskich lat.

## CFBDSIR 1458+10B
CFBDSIR 1458+10B to ciemniejszy i chłodniejszy z karłów. Temperatura jego powierzchni wynosi zaledwie 370 K (ok. 100°C, dla porównania temperatura Słońca wynosi ok. 5500 °C).
Szacowana masa tego brązowego karła wynosi ok. 6–15 MJ. Biorąc pod uwagę niewielką masę i bardzo niską temperaturę obiektu, jest on bardzo dobrym kandydatem na obiekt typu widmowego Y. Tak niska temperatura CFBDSIR 1458+10B upodabnia go do masywnych planet pozasłonecznych typu gorący jowisz, bardziej jeszcze komplikując klasyfikację tego typu obiektów. Według astronomów tak chłodne brązowe karły mogą posiadać atmosferę z chmurami z pary wodnej.